# 橋本麗奈
橋本 麗奈（はしもと れな、本名は同じ、1986年5月20日 - ）は、青森県六ヶ所村出身の日本のタレント、フリーアナウンサー。牡牛座のA型。身長は170cm。

## 来歴
青森県立八戸東高等学校人文科卒。元々は歌手を目指していたが、2006年度ミス日本グランプリ決定コンテストに応募。そして準ミス日本となったことで芸能活動を開始した。知的障害がある妹の世話をしている経験から、「障害者がよりよく生きられるよう、メディアの力を借りて訴えていきたい」と語っている。2011年4月より八戸テレビ放送アナウンサーを務めたのち、2015年に退社。以降も引き続きフリーアナウンサー等メディア活動を続けている。

## 出演
テレビ
- ミヤギテレビ「COLOR TV」
- 日本テレビ系列「24時間テレビ 「愛は地球を救う」」（2007年青森放送）
- 青森放送「@なまてれ」
- めんこいテレビ「おしえてレナちゃん!」
- 八戸テレビ放送「HTVニュース・アイスホッケーNOW等」

ラジオ
- Date fm「AIRJAM Night」（東北6県ブロックネット）2006年度レギュラー出演
- ラジオ福島
- FM愛媛　FM香川　FM徳島　FM高知（四国4県ブロックネット）『レオン高山雄大のMUSIC LION』アシスタント（2008年8月～）
- ビーエフエム　『びびすた』『ゆうらじはちのへ』

新聞・雑誌
- 「スポーツニッポン」情報新鮮便のコーナーで幸楽苑のグルメ取材（2007年5月9日）、ホテルKKR東京、夏イベント取材（2007年7月25日）
- 「COLOR」（仙台の地域限定ファッション誌）

CM
- ネッツトヨタ郡山
- JRAクラブケイバ福島

インターネット
- JRA「日本全国ぶらり競馬場の旅」（福島競馬場の紹介。動画）

広告
- 秋保温泉佐勘　ブライダルモデル
- アンジェ　ブライダル、振袖モデル
- イオンモール下田　広告モデル

映画
- 蜘蛛の糸（2011年）-澤田加奈子役